# Inter-connected Stock Exchange of India
Die Inter-connected Stock Exchange Ltd. (ISE) ist eine indische Wertpapierbörse auf nationaler Ebene. Eigentümerin ist das indische Finanzministerium. Sie ist für den Handel, das Clearing, die Abwicklung, das Risikomanagement und die Überwachung ihrer Handelsteilnehmer zuständig. Sie nahm ihren Betrieb 1998 in Vashi, Mumbai, auf und hat 841 Handelsteilnehmer in 18 Städten.

## Geschichte
Bei einer Sitzung des indischen Börsenverbandes im Oktober 1996 wurde ein Lenkungsausschuss zur Entwicklung eines vernetzten Marktsystems eingerichtet. Daraufhin wurde die Inter-connected Stock Exchange (ISE), die von 14 regionalen Börsen des Landes (ausgenommen Kalkutta, Delhi, Ahmedabad, Ludhiana und Pune Stock Exchange sowie NSE, BSE und OTCEI) gefördert wurde, am 18. November 1998 von der SEBI gemäß dem Securities Contracts (Regulations) Act von 1956 gegründet. Am 26. Februar 1999 nahm die ISE den Handel auf.